# 安徽师范大学校友列表
本列表收录在安徽师范大学（含历史上组成或并入的有关学校，安徽师范大学安庆、淮北、六安、阜阳等教学点）学习过的（包括自考、函授、夜大及各类进修班获得证书的）知名人物。列表将人物粗分为数大类，并遵循各类人物不重叠的原则进行编辑。

## 学界

### 院士
- 李亚栋：现任清华大学教授。国家杰青，长江特聘教授，中国科学院院士。（86届化学系）
- 韩斌：现任中国科学院分子植物卓越中心主任。国家杰青，英国皇家学会外籍院士，中国科学院院士。（85届生物系）
- 汪卫华：现任中国科学院物理研究所研究员。国家杰青，中国科学院院士。（87届物理系）
- 王文兴：曾任山东大学环境研究院院长。中国工程院院士。（47级数学系）
- 王如松：曾任中国科学院生态环境中心研究员。中国工程院院士。（69届数学系）
- 曹进德：曾任东南大学数学学院院长。俄罗斯科学院外籍院士，欧洲科学院外籍院士。（86届数学系）
- 徐泽水：现任四川大学讲席教授。国家杰青，长江特聘教授，欧洲科学院外籍院士。（89届数学系）
- 尚必武：现任上海交通大学外国语学院院长。长江特聘教授，欧洲科学院外籍院士。（01届外语系）
- 刘文飞：现任首都师范大学燕京讲席教授。俄罗斯科学院外籍院士。（81届外语系）

### 学部委员
- 吴元迈：曾任中国社会科学院外国文学研究所所长。中国社会科学院荣誉学部委员。（53级中文系）
- 吕政：曾任中国社会科学院工业经济研究所所长。中国社会科学院学部委员。（68届政教系）
- 卜宪群：曾任中国社会科学院古代史研究所所长。中国社会科学院学部委员。（84届历史系）

### 长江学者
- 张国刚：清华大学文科资深教授。长江特聘教授。（79届历史系）
- 石中英：现任清华大学教育学院院长。万人领军，长江特聘教授。（91届教育系）
- 张卫平：现任上海交通大学致远讲席教授。国家杰青（外籍），长江特聘教授。（83届物理系）
- 王启华：现任中国科学院数学与系统科学研究院研究员。国家杰青，长江特聘教授。（86届数学系）
- 岳文泽：现任浙江大学教授。长江特聘教授。（99届地理系）
- 吴根友：曾任武汉大学哲学学院院长。长江特聘教授。（86届中文系）
- 田捷：现任北京航空航天大学教授。全国创新争先奖、何梁何利奖获得者，国家杰青，长江特聘教授。（82届数学系）
- 彭玉平：现任中山大学中文系主任。万人领军，长江特聘教授。（90届文学硕士）
- 王凤雨：现任天津大学教授。国家杰青，长江特聘教授。（87届数学系）
- 杨新：现任南方科技大学环境学院院长。长江特聘教授。（89届化学系）
- 吴宗铨：现任吉林大学教授。长江特聘教授。（01届化学系）
- 朱志荣：现任华东师范大学教授。长江特聘教授。（83届中文系）
- 刘心报：曾任合肥工业大学校长助理。长江特聘教授。（85届数学系）
- 戴超武：现任云南大学教授。长江特聘教授。（85届历史系）
- 晏绍祥：现任首都师范大学教授。国家教学名师，长江特聘教授。（84届历史系）
- 阮成武：现任安徽师范大学教授。国家教学名师，长江特聘教授。（84届教育系）
- 刘伟：现任江苏师范大学研究生院院长。长江特聘教授。（02届数学系）
- 高炜：曾任科罗拉多州立大学副校长。长江讲座教授。（87届外语系）

### 国家杰青
- 姚永刚：现任中国科学院昆明分院院长。国家杰青。（97届生物系）
- 朱江：曾任中国科学院大气所所长。何梁何利奖获得者，国家杰青。（84届数学系）
- 汪小全：现任中国科学院植物研究所所长。国家杰青。（89届生物系）
- 王桂荣：现任中国农业科学院基因组所所长。万人领军，国家杰青。（96届生物系）
- 严登华：现任中国水利水电科学研究院遥感所所长。何梁何利奖获得者，万人领军，国家杰青。（98届地理系）
- 陈传峰：现任中国科学院化学研究所研究员。国家杰青。（86届化学系）
- 张军：现任中国科学院化学研究所研究员。国家杰青。（93届化学系）
- 何宏艳：现任中国科学院过程工程所研究员。国家杰青。（01届化学系）
- 王训明：现任中国科学院地理资源所研究员。国家杰青。（93届地理系）
- 叶明亮：现任中国科学院大连化物所研究员。万人领军，国家杰青。（96届化学系）
- 赵刚：现任中国科学院上海有机所研究员。国家杰青。（88届化学系）
- 苏伟平：现任中国科学院福建物构所研究员。国家杰青。（83届化学系）
- 施坤：现任中国科学院南京地湖所研究员。国家杰青。（07届地理系）
- 吴学邦：现任中国科学院合肥物质院研究员。国家杰青。（04届物理系）
- 承磊：现任中国农业科学院沼科所研究员。国家杰青。（04届生物系）
- 王明荣：曾任中国医学科学院肿瘤医院副院长。国家杰青。（81届生物系）
- 肖杰：曾任清华大学数学系主任。国家杰青。（82届数学系）
- 吴成印：现任北京大学教授。国家杰青。（94届物理系）
- 江海龙：现任中国科学技术大学讲席教授。万人领军，国家杰青。（03届化学系）
- 王毅：现任中国科学技术大学讲席教授。国家杰青。（97届数学系）
- 袁业飞：现任中国科学技术大学教授。国家杰青。（93届物理系）
- 田善喜：现任中国科学技术大学教授。国家杰青。（95届物理系）
- 李陶：现任中国科学技术大学教授。国家杰青。（96届物理系）
- 仲雷：现任中国科学技术大学教授。国家杰青。（01届地理系）
- 齐飞：现任上海交通大学学生创新中心主任。万人领军，国家杰青。（91届物理系）
- 章璞：现任上海交通大学教授。国家杰青。（81届数学系）
- 李斌：现任上海交通大学教授。国家杰青。（96届生物系）
- 童雪梅：现任上海交通大学教授。国家杰青。（97届生物系）
- 胡荣贵：现任浙江大学教授。万人领军，国家杰青。（95届生物系）
- 张徐祥：现任南京大学实验室与设备管理处处长。国家杰青。（01届生物系）
- 胡忠坤：现任华中科技大学教授。国家杰青。（94届物理系）
- 毛兰群：现任北京师范大学化学学院院长。万人领军，国家杰青。（89届化学系）
- 邱小波：现任北京师范大学教授。国家杰青。（84届生物系）
- 刘心元：现任南方科技大学讲席教授。国家杰青。（01届化学系）
- 沈月毛：现任山东大学教授。国家杰青。（86届化学系）
- 龙腊生：现任厦门大学教授。国家杰青。（86届化学系）
- 沈国震：现任北京理工大学教授。国家杰青。（99届化学系）
- 阚二军：现任南京理工大学物理学院院长。国家杰青。（02届物理系）
- 李亮：现任苏州大学物理科学与技术学院院长。国家杰青。（01届物理系）
- 汪乐余：现任北京化工大学教授。国家杰青。（97届化学系）
- 储成才：现任华南农业大学农学院院长。万人领军，国家杰青。（86届生物系）
- 沈旭：现任南京中医药大学医学院院长。国家杰青。（92届化学系硕士）
- 徐飞：现任首都师范大学教授。国家杰青。（84届数学系）
- 杨同海：现任威斯康星大学终身教授。国家杰青（B类）。（87届数学系硕士）

### 千人计划
- 张恒贵：现任曼彻斯特大学讲席教授。千人计划。（85届物理系）
- 邢朝平：现任上海交通大学讲席教授。千人计划。（85届数学系）
- 卫功宏：现任复旦大学教授。千人计划。（00届生物系）
- 王立根：现任有研科技集团首席专家。千人计划。（86届物理系）

### 万人计划
- 李琳琦：曾任淮南师范学院院长。万人领军。（85届历史系）
- 孙长永：曾任西南政法大学副校长。万人领军。（85届政教系）
- 张宝明：曾任河南大学党委副书记。万人领军。（85届中文系）
- 刘大先：现任中国社会科学院民族文学研究所研究员。万人领军。（00届中文系）
- 汪舰：现任清华大学教授。万人领军。（97届化学系）
- 程美东：现任北京大学教授。万人领军。（89届政史系）
- 潘洋：现任中国科学技术大学教授。万人领军。（98届化学系）
- 项国勇：现任中国科学技术大学教授。万人领军。（00届物理系）
- 沈成平：现任复旦大学教授。万人领军。（01届物理系）
- 周敬青：现任华东师范大学教授。万人领军。（94届法学硕士）
- 洪晓楠：曾任大连理工大学马克思主义学院院长。万人领军。（85届物理系）
- 杨慧民：现任大连理工大学教授。国家教学名师。（00届哲学硕士）
- 高正礼：现任北京交通大学马克思主义学院院长。万人领军。（91届政教系）
- 强胜：现任南京农业大学教授。国家教学名师。（81届生物系）
- 柳李旺：现任南京农业大学教授。万人领军。（94届生物系）
- 谢乃和：现任东北师范大学教授。万人领军。（99届历史系）
- 朱士信：曾任合肥工业大学数学学院院长。国家教学名师。（85届数学系）
- 陈立柱：现任华南师范大学教授。万人领军。（86届历史系）
- 马茂军：现任华南师范大学教授。万人领军。（87届中文系）
- 赵日新：曾任北京语言大学语言科学院院长。万人领军。（86届中文系）
- 戴松元：曾任华北电力大学可再生能源学院院长。万人领军。（87届物理系）
- 周晓光：现任安徽大学徽学研究中心主任。万人领军。（88届历史学硕士）
- 彭滟：现任上海理工大学教授。万人领军。（04届物理系）
- 陈吉文：现任北方工业大学教授。万人领军。（93届化学系）

### 百千万人才
- 王绍武：曾任安徽工程大学校长。百千万人才。（85届化学系）
- 陆林：曾任安徽师范大学副校长。百千万人才。（84届地理系）
- 姚本先：曾任合肥师范学院副院长。百千万人才。（88届教育系）
- 刘正奎：现任中国科学院心理研究所研究员。百千万人才。（94届教育系）
- 徐洪耀：曾任东华大学分析测试中心主任。百千万人才。（86届化学系）
- 朱国萍：现任安徽师范大学生命科学学院院长。百千万人才。（92届生物系）

### 四青人才
- 周良书：现任北京大学教授。青年长江。（96届历史系）
- 陈明星：现任中国科学院地理资源所研究员。国家优青。（03届地理系）
- 周旭明：现任中国科学院动物研究所研究员。青年千人。（08届生物系）
- 桂敬汉：现任中国科学院上海有机所研究员。青年千人，国家优青。（07届化学系）
- 周小龙：现任中国科学院分子细胞卓越中心研究员。国家优青。（04届生物系）
- 湛鹏飞：现任中国科学院杭州医学所研究员。海外优青。（14届化学系硕士）
- 王亮：现任中国科学院合肥物质院研究员。国家优青。（04届物理系）
- 金俊琰：现任中国科学院水生所研究员。国家优青。（05届生物系）
- 杨连东：现任中国科学院水生所研究员。国家优青。（10届生物系）
- 王刚：现任中国科学院版纳植物园研究员。万人青拔。（07届生物系）
- 刘光明：现任中国科学技术大学教授。国家优青。（02届化学系）
- 宣守虎：现任中国科学技术大学教授。国家优青。（03届化学系）
- 王荣生：现任中国科学技术大学教授。国家优青。（04届物理系）
- 丁冬生：现任中国科学技术大学教授。国家优青。（10届物理系）
- 高超：现任中国科学技术大学特任教授。国家优青。（10届化学系）
- 晋艳：现任中国科学技术大学特任教授。国家优青。（09届生物系）
- 朱霞：现任中国科学技术大学特任教授。国家优青。（15届生物系）
- 刘波：现任中国科学技术大学教授。青年长江。（03届化学系）
- 李海欧：现任中国科学技术大学教授。万人青拔。（07届物理系）
- 樊逢佳：现任中国科学技术大学教授。青年千人。（07届化学系）
- 石媛媛：现任中国科学技术大学特任教授。海外优青。（13届化学系）
- 纪娇娇：现任中国科学技术大学副教授。国家级青年人才。（11届生物系）
- 肖华：现任上海交通大学教授。青年千人。（00届化学系）
- 毕磊：现任浙江大学研究员。国家优青。（03届物理系）
- 叶楚玉：现任浙江大学教授。青年长江。（07届生物系）
- 周宵：现任浙江大学研究员。万人青拔。（09届政教系）
- 乐成峰：现任浙江大学教授。青年千人。（05届土地资源管理系）
- 凌敏：现任浙江大学研究员。青年千人。（07届化学系）
- 庞洪喜：现任南京大学教授。国家优青。（01届地理系）
- 赵华斌：现任武汉大学教授。国家优青，万人青拔，青年长江。（06届生态学硕士）
- 黄四林：现任北京师范大学教授。青年长江。（01届教育系）
- 许韧：现任厦门大学教授。青年千人。（05届生物系）
- 刘海鹏：现任同济大学教授。国家优青。（03届生物系）
- 胡勇：现任同济大学教授。海外优青。（13届环境科学系）
- 彭生杰：现任东南大学教授。青年千人。（04届化学系）
- 凌崇益：现任东南大学副教授。国家优青。（12届化学系）
- 程亮：现任华东师范大学教授。青年长江。（01届教育系）
- 舒超：现任华中师范大学教授。海外优青。（11届化学系）
- 张维伟：现任华东理工大学教授。国家优青。（13届化学系）
- 葛翠翠：现任苏州大学教授。国家优青。（05届化学系）
- 汪勇：现任苏州大学教授。国家优青。（10届化学系硕士）
- 程亮：现任苏州大学教授。青年长江。（09届化学系硕士）
- 都海波：现任合肥工业大学教授。万人青拔。（04届数学系）
- 朱明山：现任暨南大学教授。国家优青。（07届化学系）
- 胡金木：现任陕西师范大学教授。万人青拔。（05届教育系）
- 胡广志：现任云南大学研究员。青年千人。（04届化学系）
- 杨元建：现任南京信息工程大学人事处处长。国家优青。（06届物理系）
- 张霄：现任福建师范大学教授。万人青拔。（10届化学系）
- 丁世宏：现任江苏大学电气信息工程学院院长。万人青拔。（04届数学系）
- 任一支：现任杭州电子科技大学教授。国家级青年人才。（04届计算机系）
- 严从根：现任杭州师范大学经亨颐教育学院院长。青年长江。（01届教育系）
- 夏云生：现任安徽师范大学教授。国家优青。（07届化学系硕士）
- 舒新文：现任安徽师范大学教授。国家优青。（04届物理系）
- 吕建平：现任安徽师范大学物理与电子信息学院院长。青年长江。（06届物理系）
- 毛俊杰：现任安徽师范大学教授。万人青拔。（12届化学系硕士）
- 孙中发：现任安徽师范大学教授。海外优青。（11届物理系）

### 重大项目首席
- 刘新宇：曾任中国科学院微电子所副所长。973计划首席科学家。（95届物理系）
- 郝朝运：现任中国热带农业科学院生物所所长。国家重点研发计划项目负责人。（09届生态学博士）
- 郑荣儿：曾任中国海洋大学教授。国家重点研发计划项目负责人。（81届物理系）
- 方进：现任北京交通大学教授。国家重点研发计划项目负责人。（84届物理系）
- 刘五星：现任中国科学院南京土壤所研究员。国家重点研发计划项目负责人。（97届生物系）
- 潘瑜春：现任北京市农林科学院研究员。国家重点研发计划项目负责人。（96届地理系）
- 蔡传兵：现任上海大学教授。国家重点研发计划项目负责人。（87届物理系）
- 谢君：现任华南农业大学生物质工程研究院院长。国家重点研发计划项目负责人。（86届化学系）
- 朱卫东：现任中国社会科学院台湾研究所所长。国家社科重大项目首席专家。（86届政教系）
- 朱昌荣：现任中国社会科学院历史理论研究所所长。国家社科专项重大项目首席专家。（00届历史系）
- 赵稀方：现任中国社会科学院文学研究所研究员。国家社科重大项目首席专家。（85届中文系）
- 吕本富：现任中国科学院大学教授。国家社科重大项目首席专家。（86届化学系）
- 尹昌斌：现任中国农业科学院资划所研究员。国家社科重大项目首席专家。（91届数学系）
- 石云里：现任中国科学技术大学人文与社会科学学院执行院长。国家社科重大项目首席专家。（85届物理系）
- 查屏球：现任复旦大学教授。国家社科重大项目首席专家。（83届中文系）
- 马忠法：现任复旦大学教授。国家社科重大项目首席专家。（92届外语系）
- 吴笛：曾任浙江大学教授。国家社科重大项目首席专家。（77届外语系）
- 周启超：现任浙江大学教授。国家社科重大项目首席专家。（81届外语系）
- 章锦河：现任南京大学教授。国家社科重大专项首席专家。（93届地理系）
- 谷曙光：现任中国人民大学教授。国家社科重大项目首席专家。（03届文学硕士）
- 檀传宝：现任北京师范大学教授。马工程首席专家。（83届政教系）
- 张智华：现任北京师范大学教授。国家社科重大项目首席专家。（85届中文系）
- 宋德星：现任国防科技大学教授。国家社科重大项目首席专家。（91届历史系）
- 陈尚胜：现任山东大学教授。国家社科重大项目首席专家。（81届历史系）
- 柏培文：现任厦门大学教授。国家社科重大项目首席专家。（89届物理系）
- 沐涛：曾任华东师范大学大夏书院院长。国家社科重大项目首席专家。（84届历史系）
- 冯学钢：曾任华东师范大学工商管理学院院长。国家社科重大项目首席专家。（92届生态学硕士）
- 彭国忠：现任华东师范大学教授。国家社科重大项目首席专家。（87届中文系）
- 卜玉华：现任华东师范大学教授。国家社科重大项目首席专家。（94届教育系）
- 朱军文：现任华东师范大学党委组织部部长。国家社科重大项目首席专家。（97届政教系）
- 张世飞：现任对外经济贸易大学教授。国家社科重大项目首席专家。（00届法学硕士）
- 邢来顺：现任华中师范大学教授。国家社科重大项目首席专家。（85届历史系）
- 江立华：现任华中师范大学教授。国家社科重大项目首席专家。（84届历史系）
- 韦红：现任华中师范大学教授。国家社科重大项目首席专家。（85届历史系）
- 陈昌来：现任上海外国语大学中文学院院长。国家社科重大项目首席专家。（85届中文系）
- 张杰：曾任南京师范大学外国语学院院长。国家社科重大项目首席专家。（81届外语系）
- 吴业苗：现任南京师范大学教授。国家社科重大专项首席专家。（87届政教系）
- 王社教：现任陕西师范大学西北研究院院长。国家社科专项学术团队首席专家。（88届历史系）
- 刘正刚：曾任暨南大学历史系主任。国家社科重大项目首席专家。（87届历史系）
- 陈联俊：现任暨南大学马克思主义学院党委书记。国家社科重大专项首席专家。（95届政教系）
- 魏则胜：现任华南师范大学教授。马工程首席专家。（92届政教系）
- 施春宏：现任北京语言大学教授。国家社科重大项目首席专家。（93届中文系）
- 丁放：曾任安徽大学教授。国家社科重大项目首席专家。（81届中文系）
- 宛小平：曾任安徽大学教授。国家社科重大项目首席专家。（82届政教系）
- 吴新苗：现任中国戏曲学院科研处处长。国家社科重大项目首席专家。（98届中文系）
- 陈双新：现任河北大学文学院院长。国家社科重大项目首席专家。（91届中文系）
- 张允熠：曾任上海师范大学马克思主义学院院长。国家社科重大项目首席专家。（77届政教系）
- 刘正国：曾任上海师范大学教授。国家社科重大项目首席专家。（81届艺术系）
- 贾淑品：现任上海师范大学教授。国家社科重大项目首席专家。（98届政教系）
- 王世华：曾任安徽师范大学副校长。国家社科重大项目首席专家。（73届历史系）
- 张传开：曾任安徽师范大学教授。国家社科重大项目首席专家。（77届政教系）
- 彭正银：曾任天津财经大学商学院院长。国家社科重大项目首席专家。（85届数学系）
- 储小旵：现任浙江农林大学教授。国家社科重大项目首席专家。（00届中文系）
- 曹天生：曾任安徽财经大学校长助理。国家社科重大项目首席专家。（82届政教系）
- 杜宏春：现任聊城大学教授。国家社科重大项目首席专家。（01届文学学士）
- 潘承玉：现任绍兴文理学院教授。国家社科重大项目首席专家。（89届中文系）
- 储泽祥：现任中国社会科学院语言研究所研究员。教育部重大攻关项目首席专家。（88届中文系）
- 顾丽梅：现任复旦大学教授。教育部重大攻关项目首席专家。（95届政教系）
- 杨德才：现任南京大学教授。教育部重大攻关项目首席专家。（88届历史系）
- 王东风：曾任中山大学外国语学院院长。教育部重大攻关项目首席专家。（82届外语系）
- 陈立新：现任同济大学教授。教育部重大攻关项目首席专家。（85届政教系）
- 杨凯：曾任华东师范大学教授。教育部重大攻关项目首席专家。（86届地理系）
- 朱桂龙：曾任华南理工大学工商管理学院院长。教育部重大攻关项目首席专家。（86届数学系）
- 章忠民：曾任上海财经大学马克思主义学院院长。教育部重大攻关项目首席专家。（83届政教系）
- 王跃：曾任南京师范大学马克思主义学院院长。教育部思政课重大项目首席专家。（81届历史系）
- 陈桐生：曾任广东外语外贸大学教授。教育部重大攻关项目首席专家。（81届中文系）
- 蒋传光：曾任上海师范大学哲学与法政学院院长。教育部重大攻关项目首席专家。（86届政教系）

### 百人计划
- 谢一春：现任东密歇根大学终身教授。百人计划。（78届地理系）
- 陈应龙：现任西澳大学教授。百人计划。（94届生物系）
- 董阳：现任中国科学院植物研究所研究员。百人计划。（08届生物系）
- 屠强：现任中国科学院遗传发育所研究员。百人计划。（97届生物系）
- 戴宗杰：现任中国科学院天津工业生物所研究员。百人计划。（08届生物系）
- 黄存顺：现任中国科学院大连化物所研究员。百人计划。（98届物理系）
- 尹小建：现任中国科学院东北地理所研究员。百人计划。（10届生物系）
- 程国胜：现任中国科学院苏州纳米所研究员。百人计划。（94届物理系）
- 刘长松：现任中国科学院固体所副所长。百人计划。（88届物理系）
- 吴沿友：现任中国科学院地化所研究员。百人计划。（86届生物系）
- 潘必才：现任中国科学技术大学教授。百人计划。（84届物理系）
- 汪志勇：现任中国科学技术大学教授。百人计划。（82届化学系）
- 胡祥龙：现任中国科学技术大学特任研究员。百人计划。（07届化学系）
- 连宾：现任南京师范大学教授。百人计划。（85届生物系）
- 刘碧龙：现任青岛理工大学教授。百人计划。（91届物理系）

### 新（跨）世纪人才
- 周锡庚：现任复旦大学教授。跨世纪人才。（89届化学系硕士）
- 钟承奎：曾任南京大学教授。跨世纪人才。（82届数学系）
- 邹学勇：曾任北京师范大学教授。跨世纪人才。（86届地理系）
- 邓邦明：现任清华大学教授。高校青年教师奖获得者。（86届数学系）
- 陈建龙：曾任东南大学数学系主任。高校青年教师奖获得者。（87届数学系硕士）
- 曹化强：现任清华大学教授。新世纪人才。（88届化学系）
- 王宏利：现任北京大学教授。新世纪人才。（92届物理系）
- 左达峰：现任中国科学技术大学教授。新世纪人才。（98届数学系）
- 陈刚：现任复旦大学教授。新世纪人才。（92届化学系）
- 王德华：现任浙江大学教授。新世纪人才。（87届中文系）
- 陈庆虎：现任浙江大学教授。新世纪人才。（86届物理系）
- 张祥：现任上海交通大学教授。新世纪人才。（88届数学系）
- 张健：现任澳门大学讲座教授。新世纪人才。（80届中文系）
- 李迎生：现任中国人民大学教授。新世纪人才。（84届政教系）
- 马健生：现任北京师范大学教授。新世纪人才。（88届教育系）
- 严平：现任北京师范大学教授。新世纪人才。（88届地理系）
- 高全洲：现任中山大学教授。新世纪人才。（88届地理系）
- 孙宏云：现任中山大学教授。新世纪人才。（91届历史系）
- 刘刚：现任南开大学滨海开发研究院院长。新世纪人才。（89届政教系）
- 张家武：现任兰州大学教授。新世纪人才。（94届地理系）
- 汪全胜：曾任山东大学 (威海)法学院院长。新世纪人才。（92届政教系）
- 刘庆山：现任东南大学教授。新世纪人才。（01届数学系）
- 洪泽辉：现任东南大学副教授。新世纪人才。（97届生物系）
- 曹国华：现任重庆大学教授。新世纪人才。（89届数学系）
- 段金友：现任西北农林科技大学教授。新世纪人才。（97届化学系）
- 彭正梅：现任华东师范大学教授。新世纪人才。（93届化学系）
- 马永开：曾任电子科技大学经济与管理学院院长。新世纪人才。（85届数学系）
- 周永务：现任华南理工大学教授。新世纪人才。（85届数学系）
- 刘玉亭：现任华南理工大学教授。新世纪人才。（97届地理系）
- 施旭升：现任中国传媒大学教授。新世纪人才。（84届中文系）
- 许家金：现任北京外国语大学教授。新世纪人才。（99届外语系）
- 汪小玲：现任上海外国语大学海外合作学院院长。新世纪人才。（92届外语系）
- 高庆宇：现任中国矿业大学教授。新世纪人才。（86届化学系）
- 胡晓钟：现任中国海洋大学教授。新世纪人才。（94届生物系）
- 郭文跃：曾任中国石油大学 (华东)材料科学与工程学院院长。新世纪人才。（89届物理系）
- 许华建：现任合肥工业大学教授。新世纪人才。（02届化学系）
- 魏巍贤：现任对外经济贸易大学教授。新世纪人才。（86届数学系）
- 朱晓宏：现任首都师范大学教授。新世纪人才。（91届教育系）
- 陶庆：现任上海师范大学教授。新世纪人才。（97届法学硕士）
- 高峰：现任安徽师范大学副校长。新世纪人才。（96届化学系）

### 其他
- 李晓梅：曾任装备指挥技术学院教授。何梁何利奖获得者。（60届数学系）
- 严景华：曾任中国科学院微生物所研究员。全国创新争先奖获得者。（86届生物系）
- 张卫明：曾任南京野生植物综合利用研究院院长。国家技术发明二等奖获得者。（81届生物系）
- 朱玉雷：现任中国科学院山西煤化所研究员。国家技术发明二等奖获得者。（87届化学系）
- 朱良志：现任北京大学博雅讲席教授。教育部人文社科一等奖获得者。（82届中文系）
- 王策三：曾任北京师范大学教授。教育部人文社科一等奖获得者。（51届教育系）
- 高岱：曾任北京大学教授。国务院学科评议组成员。（82届历史系）
- 鲍甫成：曾任中国林业科学研究院研究员。国际木材科学院院士。（54届林学系）
- 顾青：现任伦敦大学学院教授。英国社会科学院院士。（95届外语系）
- 宋平安：现任南昆士兰大学教授。英国皇家化学会会士。（03届化学系）
- 陶友兰：现任复旦大学教授。全国文化名家暨“四个一批”人才。（94届外语系）
- 余恕诚：曾任安徽师范大学中国诗学研究中心主任。国家级教学名师。（61届中文系）
- 徐和德：曾任华南师范大学化学系主任。国家突出贡献专家。（54届化学系）
- 史家启：曾任安徽大学教授。国家突出贡献专家。（53届物理系）
- 张汝伦：曾任复旦大学教授。《国家哲学社会科学成果文库》入选者。（80届外语系）
- 房列曙：曾任安徽师范大学社会学院院长。《国家哲学社会科学成果文库》入选者。（76届历史系）
- 胡传志：现任安徽师范大学中国诗学研究中心主任。《国家哲学社会科学成果文库》入选者。（85届中文系）
- 陈力：曾任中国人民解放军军事科学院正师职研究员。中南海讲师。（74届历史系）
- 史际春：曾任中国人民大学教授。中南海讲师。（81届政教系）
- 蒯大申：曾任上海社会科学院研究员。中南海讲师。（81届中文系）
- 钱斌：现任中国科学技术大学教授。《百家讲坛》主讲人。（93届政教系）
- 鲍鹏山：现任上海开放大学教授。《百家讲坛》主讲人。（85届中文系）
- 孟二冬：曾任北京大学教授。100位新中国成立以来感动中国人物。（中文系进修）
- 徐国琦：现任香港大学历史系讲席教授。（84届历史系）
- 李军：现任西安大略大学终身教授。美国比较与国际教育学会前会长。（86届教育系）
- 王灿龙：现任中国社会科学院语言研究所研究员。全国政协委员。（93届文学硕士）
- 鲍明晓：现任北京体育大学教授。全国政协委员。（83届体育系）
- 马怀柱：曾任安徽师范大学副校长。全国人大代表。（62届化学系）
- 吴梅芳：现任安徽省委党校教授。全国人大代表。（01届法学硕士）
- 路丙辉：现任安徽师范大学教授。中共二十大代表。（92届中文系）
- 金平：曾任西南政法大学教授。影响中国法治进程的百位法学家。（49届法律系）
- 王召棠：华东政法学院功勋教授。影响中国法治进程的百位法学家。（51届法律系）
- 杜钢建：曾任湖南大学法学院院长。影响中国法治进程的百位法学家。（79届外语系）
- 周国光：曾任华南师范大学教授。王力语言学奖获得者。（85届文学硕士）
- 陆同兴：曾任安徽师范大学教授。胡刚复物理奖获得者。（58届物理系）
- 刘宗超：现任北京生态文明工程研究院院长。联合国国际生态安全科学院院士。（82届物理系）
- 王筱梅：曾任苏州科技大学化学与生物工程学院院长。全国优秀博士学位论文获得者。（81届化学系）

## 政界

### 省部级以上
- 刘奇葆：中共第十七、十八、十九届中央委员，十八届中央政治局委员、中央书记处书记。第十三届全国政协副主席。（74届历史系）
- 王胜俊：中共第十六、十七、十八届中央委员。第十二届全国人大常委会副委员长。（68届历史系）
- 丁学东：中共第十九、二十届中央委员。曾任国务院常务副秘书长（正部长级）。（80届数学系）
- 李从军：中共第十七、十八届中央委员。曾任新华社社长。（81届中文系）
- 杨多良：曾任安徽省政协主席。（69届外语系）
- 刘磊：现任中央纪委国家监委宣传部部长。（92届历史系）
- 胡云腾：曾任最高人民法院审判委员会副部级专职委员。（83届政教系）
- 黄一兵：现任中央党史和文献研究院副院长。（90届政教系）
- 姚植传：现任中央社会主义学院党组副书记（副部长级）、副院长。（99届法学硕士）
- 俞家栋：现任人力资源社会保障部副部长。（92届政教系）
- 吴齐：曾任国家体育总局纪检组组长。（史政专业）
- 汪克强：现任中国科学院副院长。（89届中文系）
- 叶厚荣：曾任天津市政协副主席。（66届数学系）
- 胡启生：曾任河北省人民政府副省长。（93届历史系）
- 王立彤：现任河北省人民政府副省长，省公安厅厅长。（90届化学系）
- 梁桂：曾任江西省委常委。（84届数学系）
- 许成仓：现任西藏自治区人大常委会副主任。（85届数学系）
- 陆子修：曾任安徽省人大常委会副主任。（58届政史科）
- 苏平凡：曾任安徽省人大常委会副主任。（62届物理系）
- 季昆森：曾任安徽省人大常委会副主任。（64届数学系）
- 张春生：曾任安徽省人大常委会副主任。（69届中文系）
- 臧世凯：曾任安徽省人大常委会副主任。（77届中文系）
- 李中：现任安徽省人民政府副省长。（92届中文系）
- 李修松：曾任安徽省政协副主席。（82届历史系）
- 肖超英：曾任安徽省政协副主席。（84届政教系）
- 孙云飞：现任安徽省政协副主席。（84届中文系）
- 罗平：现任安徽省政协副主席。（84届物理系）
- 郑少三：曾任湖北省高级人民法院院长。（81届中文系）
- 刘生：曾任安徽省人民检察院检察长。（64届化学系）
- 冯键：现任广东省人民检察院检察长。（85届政教系）

### 厅局级
- 张景虎：现任中共中央组织部秘书长。（86届政教系）
- 范坚：曾任国家税务总局总经济师。（82届中文系）
- 张志成：现任国家知识产权局副局长。（92届历史系）
- 杨传德：曾任国家烟草专卖局副局长。（67届数学系）
- 王晓科：现任湖南省人大常委会秘书长。（83届数学系）
- 潘朝晖：现任安徽省人民政府秘书长。（89届中文系）
- 张岳峰：现任安徽省政协秘书长。（85届中文系）
- 戴兵：现任中国驻韩国大使。（92届外语系）
- 姚文：现任中国驻孟加拉国大使。（94届外语系）
- 吕先富：现任中央纪委国家监委新闻传播中心主任。（90届中文系）
- 江礼友：曾任最高人民检察院控告申诉检察厅厅长。（64届中文系）
- 操晓理：现任中宣部全国社科工作办一级巡视员。（93届历史系）
- 王文：曾任中央党校研究室一级巡视员。（87届历史系）
- 张神根：曾任中央党史和文献研究院第四研究部主任。（85届历史系）
- 徐国宝：曾任全国人大教科文卫委员会文化室巡视员。（82届中文系）
- 王全斌：现任全国人大常委会预算工委调研室一级巡视员。（93届外语系）
- 汤淑霞：曾任国家经贸委政策协调司司长。（53届林业科）
- 徐善长：曾任国家发改委体改司司长。（84届中文系）
- 邓传淮：曾任教育部政策法规司司长。（85届历史系）
- 朱小蔓：曾任教育部中央教育科学研究所所长。（73届中文系）
- 黄兴胜：现任教育部宣传教育中心主任。（90届历史系）
- 周院生：曾任司法部行政复议与应诉局局长。（85届政教系）
- 郑玄波：现任人社部工伤保险司司长。（93届历史系）
- 胡文忠：现任人社部专技司一级巡视员。（86届化学系）
- 王辉：曾任国家海洋环境预报中心主任。（83届物理系）
- 李训喜：现任水利部办公厅一级巡视员。（文学学士）
- 胡国财：曾任外经贸部亚洲司司长。（68届外语系）
- 储士家：曾任商务部中国对外贸易中心主任。（86届物理系）
- 陶诚：曾任文化和旅游部科技教育司司长。（84届艺术系）
- 朱济广：曾任卫生部药典委员会秘书长。（51届化学系）
- 陶世明：曾任国家新闻出版广电总局传媒机构管理司司长。（81届中文系）
- 潘志琛：曾任国家体育总局排球运动管理中心主任。（82届体育系）
- 陈恩堂：曾任国家体育总局武术运动管理中心主任。（85届体育系）
- 唐正瑞：曾任国台办法规局一级巡视员。（86届政教系）
- 徐尚定：曾任国台办海峡两岸出版交流中心主任。（85届中文系）
- 潘建成：曾任国家统计局信息景气中心三级职员。（84届数学系）
- 江道琪：曾任国务院法制办信息中心主任。（64届数学系）
- 刘行苍：曾任中央网信办培训中心主任。（88届外语系）
- 吴晓东：曾任中国工程院机关党委副书记（正局长级）。（86届生物系）
- 潘光伟：曾任国家金融监督管理总局培训中心三级职员。（87届历史系）
- 郭金华：曾任中国科学院分子植物卓越中心党委书记（正局级）。（88届生物系）
- 李心祥：现任中国科学院昆明动物所党委书记。（97届生物系）
- 汪阳东：现任中国林业科学研究院院长。（96届生物系）
- 王晓峰：曾任中华全国总工会劳动和经济工作部部长。（86届中文系）
- 张慧：现任全国妇联社联中心主任。（93届中文系）
- 钱叶用：曾任致公党中央宣传部部长。（84届中文系）
- 季星星：曾任中国记协书记处书记。（84届中文系）
- 董学模：现任中国残联体管中心主任。（92届化学系）
- 张晓彬：现任中国红十字会监事会专职副监事长。（92届教育系）
- 孙淮滨：曾任中纺联副会长。（82届政教系）
- 王武龙：曾任新疆维吾尔自治区党委宣传部副部长（厅长级）。（85届中文系）
- 隋吉平：曾任乌鲁木齐市人大常委会党组书记（厅长级）。（77届数学系）
- 许成庚：曾任天津市委研究室主任。（86届政教系）
- 祖大祥：曾任天津市贸促会会长。（88届历史系）
- 姚青林：现任山西省自然资源厅厅长。（95届中文系）
- 王庆洲：现任上海市委组织部副部长、老干部局局长。（92届政教系）
- 马文运：现任上海市作协党组书记。（90届政教系）
- 王唤春：曾任江苏省委巡视办主任。（89届中文系）
- 张在堂：曾任杭州市人大常委会副主任。（65届化学系）
- 冯仁强：现任杭州市政协副主席。（中文系）
- 沈谦芳：现任江西省委办公厅主任。（87届历史系）
- 朱键：曾任山东省气象局一级巡视员。（84届教育系）
- 陶良虎：曾任湖北省委党校常务副校长。（85届政教系）
- 鲁志宏：曾任湖北省司法厅副厅长（正厅级）。（83届政教系）
- 石秀慧：曾任海南省教育厅巡视员。（81届数学系）
- 唐先胜：曾任云南省委第七巡视组组长。（85届历史系）
- 丁勇：曾任西藏自治区党委宣传部一级巡视员。（83届政教系）
- 柴学友：曾任安徽省人民检察院巡视员。（79届中文系）
- 孟庆超：曾任安徽省委第四巡视组组长。（83届地理系）
- 窦永记：曾任安徽省委宣传部常务副部长（正厅级）。（64届政教系）
- 查结联：曾任安徽省委宣传部一级巡视员。（85届中文系）
- 范荣晖：现任安徽省委宣传部常务副部长。（92届中文系）
- 宰学明：现任安徽省纪委监委一级巡视员。（86届中文系）
- 朱学亮：曾任安徽省委政法委一级巡视员。（84届数学系）
- 朱德祥：曾任安徽省台办主任。（85届）
- 周学智：曾任安徽省委外宣办主任。（67届中文系）
- 汪平慕：曾任安徽省直工委巡视员。（61届历史系）
- 殷光临：曾任安徽省委党史研究室主任。（81届中文系）
- 周本银：曾任安徽省委党史研究室主任。（87届政教系）
- 程小俊：曾任安徽省社会主义学院党组书记。（84届历史系）
- 徐承华：曾任安徽省人大常委会教科文卫工委主任。（64届中文系）
- 卢新江：曾任安徽省人大常委会副秘书长、一级巡视员。（84届政教系）
- 韦大伟：曾任安徽省人大常委会人事代表选举工委一级巡视员。（85届政教系）
- 黄晓求：现任安徽省人大常委会民宗侨外工委主任。（86届中文系）
- 洪艳群：现任安徽省人大常委会代表工委主任。（94届历史系）
- 李长华：曾任安徽省政府办公厅巡视员。（74届历史系）
- 张杰：曾任安徽省政府办公厅主任。（84届中文系）
- 汪春明：现任安徽省政府副秘书长、一级巡视员。（86届政教系）
- 崔祖瑛：曾任安徽省驻京办主任。（64届化学系）
- 朱仇美：曾任安徽省教委主任。（61届化学系）
- 金汉杰：曾任安徽省教育厅巡视员。（69届中文系）
- 杨新生：曾任安徽省委教育工委副书记（正厅级）。（58届中文系）
- 高开华：曾任安徽省委教育工委常务副书记（正厅级）。（83届政教系）
- 吴劲松：现任安徽省科技厅党组书记。（85届地理系）
- 吴韦人：曾任安徽省工信厅一级巡视员。（86届中文系）
- 赵怀印：曾任安徽省公安厅一级警务专员。（85届中文系）
- 许晓刚：曾任安徽省司法厅一级巡视员。（83届政教系）
- 汪权：曾任安徽省人事厅厅长。（64届政教系）
- 张耀文：曾任安徽省人事厅厅长。（76届中文系）
- 许高德：曾任安徽省土地管理局巡视员。（63届政教系）
- 王文有：曾任安徽省环保厅巡视员。（81届政教系）
- 施平：曾任安徽省交通厅厅长。（82届政教系）
- 孙东海：现任安徽省商务厅厅长。（91届中文系）
- 黄英：现任安徽省商务厅一级巡视员。（86届政教系）
- 卞国福：曾任安徽省文化厅厅长。（60届艺术科）
- 陈发仁：曾任安徽省文化厅厅长。（67届艺术系）
- 丁伦友：曾任安徽省计生委主任。（64届政教系）
- 周天伟：现任安徽省应急管理厅厅长。（96届中文系）
- 葛崇连：曾任安徽省国资委巡视员。（67届化学系）
- 江孝鸿：曾任安徽省体委主任。（65届物理系）
- 张荣国：曾任安徽省体育局局长。（83届中文系）
- 高维岭：曾任安徽省体育局局长。（82届数学系）
- 李军：曾任安徽省体育局局长。（89届体育系）
- 甄国栋：曾任安徽省体育局巡视员。（82届体育系）
- 许广全：曾任安徽省体育局巡视员。（83届政教系）
- 张培胜：曾任安徽省统计局巡视员。（84届政教系）
- 章勤：曾任国家统计局安徽调查总队一级巡视员。（86届中文系）
- 赵波：曾任安徽省林业厅巡视员。（81届中文系）
- 齐新：曾任安徽省林业局一级巡视员。（84届政教系）
- 严桂夫：曾任安徽省工商局局长。（69届中文系）
- 沈基明：曾任安徽省工商局巡视员。（81届政教系）
- 龚存玲：曾任安徽省新闻出版局局长。（66届化学系）
- 陈烨：曾任安徽省广播电视局局长。（85届中文系）
- 韩永生：曾任安徽省市场监督管理局局长。（88届政教系）
- 金维加：曾任安徽省医保局局长。（85届政教系）
- 何宗奎：曾任安徽省旅游局巡视员。（68届中文系）
- 时林华：曾任安徽省旅游局巡视员。（81届政教系）
- 张雪平：曾任安徽省旅游局巡视员。（81届外语系）
- 丁士匡：曾任安徽省文史研究馆馆长。（61届中文系）
- 秦家祥：曾任安徽省机关事务管理局巡视员。（83届中文系）
- 朱文根：曾任安徽省地方志办公室主任。（11届文学博士）
- 韩酉山：曾任安徽省社科院院长。（62届中文系）
- 何永炎：曾任安徽省社科院院长。（65届政教系）
- 曾凡银：曾任安徽省社科院院长。（88届物理系）
- 章钢：曾任安徽省贸促会主任。（81届政教系）
- 张海林：曾任安徽省供销社监事会主任。（86届中文系）
- 刘景龙：曾任安徽省文联党组书记。（66届中文系）
- 杨屹：曾任安徽省文联党组书记。（82届中文系）
- 宋蓓：曾任安徽省社科联巡视员。（81届政教系）
- 高莉：曾任安徽省残联理事长。（82届体育系）
- 黄同文：曾任安徽省合肥市人大常委会主任。（74届中文系）
- 韩冰：现任安徽省合肥市政协主席。（80届中文系）
- 丁祖荣：曾任安徽省芜湖市人大常委会主任。（85届中文系）
- 陈旭东：曾任安徽省芜湖市一级巡视员。（82届数学系）
- 王晓淮：曾任安徽省蚌埠市政协主席。（78届中文系）
- 顾世平：曾任安徽省蚌埠市政协主席。（81届数学系）
- 黄晓武：现任安徽省蚌埠市委书记。（87届中文系）
- 杨森：现任安徽省蚌埠市政协主席。（83届地理系）
- 陈世礼：曾任安徽省淮南市委书记。（中文系进修）
- 张晓麟：曾任安徽省马鞍山市委书记。（82届中文系）
- 茆家培：曾任安徽省马鞍山市人大常委会副主任（正厅级）。（64届数学系）
- 从辉：曾任安徽省马鞍山市人大常委会主任。（85届物理系）
- 吴桂林：现任安徽省马鞍山市政协主席。（86届中文系）
- 陈德胜：曾任安徽省淮北市委书记。（67届政教系）
- 黄灵光：曾任安徽省淮北市人大常委会党组书记。（65届物理系）
- 阚相华：曾任安徽省淮北市政协主席。（83届政教系）
- 谌伟：曾任安徽省淮北市政协主席。（84届中文系）
- 张保成：曾任安徽省淮北市一级巡视员。（86届历史系）
- 江山：曾任安徽省滁州市委书记。（84届历史系）
- 许继伟：曾任安徽省滁州市委书记。（89届中文系）
- 蒋双甲：曾任安徽省滁州市委副书记（正厅级）。（67届中文系）
- 朱云霞：曾任安徽省滁州市一级巡视员。（82届中文系）
- 肖作新：曾任安徽省阜阳市政府市长。（67届外语系）
- 耿玲：曾任安徽省阜阳市政协主席。（83届政教系）
- 刘晓云：曾任安徽省宿州市政协主席。（80届音乐专业）
- 孟祥新：现任安徽省六安市一级巡视员。（87届数学系）
- 金巨保：曾任安徽省亳州市委书记。（68届数学系）
- 郑超：现任安徽省亳州市人大常委会主任。（96届中文系）
- 施建华：曾任安徽省池州市人大常委会主任。（82届历史系）
- 季昌清：曾任安徽省池州地区行署专员。（64届数学系）
- 谢德新：曾任安徽省池州市政府市长。（83届中文系）
- 史孺牛：曾任安徽省池州市一级巡视员。（03届研究生班）
- 夏望平：曾任安徽省巢湖市委书记。（85届中文系）
- 陈发林：曾任安徽省巢湖市人大常委会主任。（67届政教系）
- 刘振新：曾任安徽省巢湖市人大常委会党组书记。（81届中文系）
- 刘纯洁：曾任安徽省巢湖市政协主席。（64届化学系）
- 汤涛：现任中央党史和文献研究院科研规划部副主任。（96届政教系）
- 吕增奎：现任中央党史和文献研究院第四研究部二级巡视员。（00届政教系）
- 操向农：曾任外交部美大司副司长。（89届外语系）
- 衡孝军：曾任中国驻加拿大大使馆公使衔参赞。（81届外语系）
- 朱世宏：现任国家发改委社会司二级巡视员。（89届地理系）
- 张晓玲：曾任自然资源部规划研究中心副主任。（84届地理系）
- 贾宏俊：现任国家自然资源督察南京局副局长。（99届地理系）
- 张红梅：现任住建部质安司二级巡视员。（88届地理系）
- 何艺兵：现任农业农村部科技司二级巡视员。（89届化学系）
- 蔡家成：曾任文化和旅游部产业发展司二级巡视员。（85届政教系）
- 江显华：曾任审计署科学技术审计局副局长。（86届地理系）
- 朱诗柱：现任国家税务总局税务干部学院党委副书记、副院长（副司长级）。（87届政教系）
- 张天白：曾任国家体育总局科教司副司长。（74届体育系）
- 季浩：现任国家体育总局体育器材装备中心副主任。（97届体育系）
- 张启：曾任林业部教育司副司长。（52届林业科）
- 孙庆民：曾任林业部林业工业局副局长。（53届林业科）
- 黄子兴：曾任中国民航局清算中心党委书记。（85届中文系）
- 王安：曾任中国科学院安徽光机所党委书记（副局级）。（82届物理系）
- 路育松：现任中国社会科学院文学研究所副所长。（97届历史学硕士）
- 袁征：现任中国社会科学院美国研究所副所长。（91届历史系）
- 徐明江：曾任北京市司法局副局长。（84届政教系）
- 金小慧：现任天津市人民检察院第一分院检察长。（87届政教系）
- 沈正国：曾任天津市西青区人大常委会副主任。（66届数学系）
- 余育国：现任河北省教育厅副厅长。（92届历史系）
- 李国俭：现任内蒙古自治区党委金融办副主任。（88届地理系）
- 冯肃伟：曾任上海市绿化和市容管理局副巡视员。（82届政教系）
- 文勇：现任上海市委社会工作部纪检监察组组长。（96届政教系）
- 汪军：现任上海市国动办二级巡视员。（91届地理系）
- 钱智：现任上海市政府发展研究中心二级巡视员。（89届地理系）
- 许刚：曾任江苏省无锡市委常委。（88届地理系）
- 邓志兵：曾任江苏省常州市委常委。（87届政教系）
- 于琨奇：曾任民盟江苏省委专职副主委。（85届历史学硕士）
- 黄圣方：曾任浙江省体育局副巡视员。（76届体育系）
- 杨晓光：现任浙江省交通运输厅副厅长。（94届地理系）
- 洪学军：现任浙江省衢州市中级人民法院院长。（97届历史系）
- 张江辉：曾任福建省安监局副巡视员。（81届历史系）
- 赵胜利：曾任福建省文联二级巡视员。（85届艺术系）
- 江清和：曾任湖北省作协副主席。（88届中文系）
- 严中兴：现任武汉市洪山区委书记。（96届政教系）
- 胡太荣：现任武汉市武昌区人大常委会主任。（90届政教系）
- 王世国：曾任广东省民政厅副巡视员。（83届中文系）
- 陈庆胜：曾任广东省委外办二级巡视员。（85届历史系）
- 华同旭：曾任广州市教育局局长。（78届物理系）
- 吴东胜：曾任广州市政协二级巡视员。（84届中文系）
- 孙福金：曾任深圳市人社局局长。（85届政教系）
- 闻长智：曾任深圳市宝安区二级巡视员。（85届政教系）
- 吴欢：现任深圳市委统战部副部长、市民宗局局长。（93届历史系）
- 卢文道：现任深圳证券交易所副总经理。（93届政教系）
- 王绎频：曾任海南省统计局副局长。（81届政教系）
- 张永业：曾任甘肃省政府研究室副主任。（65届化学系）
- 李则贤：曾任新疆维吾尔自治区编办副主任。（66届外语系）
- 赵保军：曾任新疆维吾尔自治区科协副主席。（66届外语系）
- 阿努次仁：现任西藏自治区党委统战部副部长。（90届音乐系）
- 江焜：曾任安徽省纪委副厅级检查员。（65届化学系）
- 吴云生：曾任安徽省纪委副厅级室主任。（68届中文系）
- 滕祁源：曾任安徽省纪委信访室主任（副厅级）。（81届政教系）
- 杨明世：现任安徽省委宣传部副部长。（90届中文系）
- 汪慎林：曾任安徽省委统战部副部长。（63届政教系）
- 陈昌茂：曾任安徽省委统战部副部长。（64届中文系）
- 周志高：曾任安徽省直机关工委副书记。（60届历史系）
- 杨祖涛：曾任安徽省直机关工委二级巡视员。（85届中文系）
- 周道宗：曾任安徽省委保密委专职副主任。（60届中文系）
- 李稼蓬：曾任安徽省委党校副校长。（58届中文系）
- 田志中：曾任安徽省委党校校委委员（副厅级）。（64届中文系）
- 邵明：现任安徽省委党校教育长。（92届中文系）
- 施昌旺：曾任安徽省委党史研究院副院长。（85届政教系）
- 宋有识：曾任安徽省人大常委会副秘书长。（69届中文系）
- 郑训楠：曾任安徽省人大常委会城乡建设工委副主任。（64届生物系）
- 江立强：曾任安徽省人大常委会教科文卫工委副主任。（66届数学系）
- 刘永年：曾任安徽省政府副秘书长。（59届中文系）
- 张红君：现任安徽省政府副秘书长。（09届法学硕士）
- 魏志光：曾任安徽省政协副秘书长。（79级历史系）
- 郑贤旭：曾任安徽省政协办公厅副主任。（66届历史系）
- 汪永适：曾任安徽省发改委助理巡视员。（61届中文系）
- 杨德林：曾任安徽省教育厅副厅长。（81届数学系）
- 伊为民：曾任安徽省教育厅副厅长。（81届中文系）
- 李明阳：曾任安徽省教育厅总督学。（81届中文系）
- 张培银：曾任安徽省教育厅副巡视员。（81届政教系）
- 周元：曾任安徽省教育厅副巡视员。（82届政教系）
- 朱乃韬：曾任安徽省教育厅二级巡视员。（85届中文系）
- 周晓芹：现任安徽省教育厅二级巡视员。（90届教育系）
- 马美红：曾任安徽省民委副主任。（69届外语系）
- 吴天宏：曾任安徽省财政厅副厅长。（83届中文系）
- 葛余清：曾任安徽省人社厅副厅长。（83届中文系）
- 项磊：现任安徽省生态环境厅副厅长。（88届地理系）
- 王成瑞：曾任安徽省文化厅副厅长。（56届艺术科）
- 周心田：曾任安徽省文化厅副厅长。（65届艺术系）
- 唐跃：曾任安徽省文化厅副厅长。（81届中文系）
- 陈炳全：曾任安徽省卫生厅助理巡视员。（65届中文系）
- 吴敦武：曾任安徽省卫生厅纪检组组长。（中文系）
- 张有德：曾任安徽省计生委副主任。（69届地理系）
- 完礼船：曾任安徽省审计厅二级巡视员。（85届物理系）
- 邢家范：曾任安徽省体改办助理巡视员。（65届物理系）
- 严云绶：曾任安徽省新闻出版局副局长。（61届中文系）
- 梁长森：曾任安徽省新闻出版局副局长。（64届政教系）
- 蒋正萌：曾任安徽省新闻出版局副局长。（67届中文系）
- 莫欣：曾任安徽省新闻出版局副局长。（82届历史系）
- 王立信：曾任安徽省新闻出版广电局副巡视员。（84届艺术系）
- 徐业平：曾任安徽出入境检验检疫局副巡视员。（81届化学系）
- 李孝全：现任安徽省机关事务管理局副局长。（90届中文系）
- 汪木森：现任安徽省政府政策研究室二级巡视员。（文学学士）
- 王祥荣：现任安徽省信访局副局长。（01届文学硕士）
- 凌厚如：曾任安徽省烟草专卖局副局长。（65届中文系）
- 夏家福：曾任安徽省物价局局长。（64届政教系）
- 武忠群：曾任安徽省乡镇企业局局长。（66届政教系）
- 邵菊：曾任安徽省粮食和储备局二级巡视员。（86届中文系）
- 程仁德：曾任安徽省消防总队总队长（正师职）。（79届中文系）
- 余晓虎：曾任安徽省监狱管理局二级巡视员。（82届）
- 梁国强：现任安徽省监狱管理局局长。（87届历史系）
- 李桂群：曾任安徽省戒毒管理局二级巡视员。（93届政教系）
- 潘亚群：曾任安徽省外国专家局局长。（83届历史系）
- 章家礼：曾任安徽省文物局局长。（60届艺术科）
- 张继忠：曾任安徽省政府发展研究中心副主任。（64届政教系）
- 荣华堂：曾任安徽省地方志办公室副主任。（65届中文系）
- 严希：曾任安徽省地方志办公室副巡视员。（81届中文系）
- 王传寿：曾任安徽省社科院副院长。（68届中文系）
- 周之林：曾任安徽省社科院纪检组长。（84届政教系）
- 王胜才：曾任安徽省贸促会副会长。（67届外语系）
- 王消帆：曾任安徽省贸促会副主任。（87届中文系）
- 周祥飞：现任安徽省社科联专职副主席。（17届文学博士）
- 刘同鑫：曾任安徽省残联副理事长。（79届历史系）
- 汪兴华：曾任安徽省残联二级巡视员。（85届化学系）
- 杨文友：曾任安徽省总工会副主席。（65届中文系）
- 夏育才：曾任安徽省总工会副主席。（77届中文系）
- 丁胜如：曾任安徽省总工会二级巡视员。（87届中文系）
- 陈娟娟：现任共青团安徽省委副书记。（06届政教系）
- 王艳：现任安徽省妇联副主席。（90届历史系）
- 刘天明：曾任安徽省文联副主席。（60届中文系）
- 王体效：曾任安徽省文联书记处书记。（64届政教系）
- 孙传琴：现任安徽省文联副主席。（91届地理系）
- 汪伟：曾任致公党安徽省委专职副主委（副厅级）。（58届俄语科）
- 周元菊：曾任九三学社安徽省委专职副主委。（68届外语系）
- 何炳章：曾任安徽省合肥市人大常委会副主任。（67届中文系）
- 陈葆华：曾任安徽省合肥市人大常委会副主任。（03届教育系）
- 陈栋：曾任安徽省合肥市人大常委会副主任。（81届外语系）
- 汤先觉：曾任安徽省合肥市政协副主席。（82届外语系）
- 黄维群：现任安徽省合肥市委常委、市纪委书记。（89届地理系）
- 张业锁：现任安徽省合肥市人大常委会副主任。（94届中文系）
- 谢海涛：现任安徽省合肥市政协副主席。（美术系）
- 肖本如：曾任安徽省芜湖市委党校常务副校长（副厅级）。（84届生物系）
- 张士军：曾任安徽省芜湖市委常委。（85届中文系）
- 程晓苏：曾任安徽省芜湖市人大常委会副主任。（83届物理系）
- 孙国正：曾任安徽省芜湖市人大常委会副主任。（82届数学系）
- 翟大炳：曾任安徽省芜湖市政协副主席。（58届中文系）
- 丁光涛：曾任安徽省芜湖市政协副主席。（62届物理系）
- 胡启中：曾任安徽省芜湖市政协副主席。（62届物理系）
- 胡培英：曾任安徽省芜湖市政协副主席。（62届化学系）
- 王名轸：曾任安徽省芜湖市政协副主席。（65届数学系）
- 李志国：曾任安徽省芜湖市政协副主席。（83届物理系）
- 崔执凤：曾任安徽省芜湖市政协副主席。（84届物理系）
- 韦秀芳：现任安徽省芜湖市委常委、常务副市长。（00届中文系）
- 王芳：现任安徽省芜湖市人大常委会副主任。（08届研究生班）
- 吴瑞新：现任安徽省芜湖市人大常委会副主任。（89届中文系）
- 曹小明：现任安徽省芜湖市政府副市长。（02届中文系）
- 陆峰：现任安徽省芜湖市政协副主席。（88届艺术系）
- 马广爱：曾任安徽省蚌埠市政协副主席。（61届历史系）
- 沈亮：曾任安徽省蚌埠市二级巡视员。（86届生物系）
- 葛锐：现任安徽省蚌埠市委常委、常务副市长。（92届体育系）
- 乔树伟：现任安徽省蚌埠市政协副主席。（87届中文系）
- 谢传新：曾任安徽省淮南市人大常委会副主任。（65届政教系）
- 晁文茂：曾任安徽省淮南市人大常委会副主任。（67届艺术系）
- 刘昭：曾任安徽省淮南市人大常委会副主任。（69届化学系）
- 刘凯：曾任安徽省淮南市政协副主席。（64届物理系）
- 宋锦霞：曾任安徽省淮南市政协副主席。（64届政教系）
- 刘凤楼：曾任安徽省淮南市政协副主席。（65届政教系）
- 黄世伟：现任安徽省淮南市委常委、组织部部长。（92届教育系）
- 田战雷：曾任安徽省马鞍山市政协副主席。（01届研究生班）
- 方文：现任安徽省马鞍山市委常委、市委秘书长。（89届中文系）
- 陈永红：现任安徽省马鞍山市委常委、宣传部部长。（90届中文系）
- 阙方俊：现任安徽省马鞍山市政府副市长。（95届中文系）
- 任守道：曾任安徽省淮北市人大常委会副主任。（58届历史系）
- 刘富国：曾任安徽省淮北市人大常委会副主任。（58届中文系）
- 刘殿安：曾任安徽省淮北市人大常委会副主任。（64届物理系）
- 冯崇科：曾任安徽省淮北市政协副主席。（63届中文系）
- 刘淑娟：曾任安徽省淮北市政协副主席。（64届物理系）
- 李朝晖：现任安徽省淮北市委常委、市纪委书记。（91届中文系）
- 黄韡：现任安徽省淮北市委常委、濉溪县委书记。（95届中文系）
- 张香娥：现任安徽省淮北市人大常委会副主任。（87届中文系）
- 岳军芝：现任安徽省淮北市政协副主席。（91届物理系）
- 赵日标：曾任安徽省铜陵市人大常委会副主任。（64届政教系）
- 徐宗督：曾任安徽省铜陵市人大常委会副主任。（68届数学系）
- 吴少文：曾任安徽省铜陵市政协副主席。（78届化学系）
- 吕爱民：曾任安徽省铜陵市政协副主席。（82届历史系）
- 姚尚友：曾任安徽省铜陵市政协副主席。（83届中文系）
- 杨开江：曾任安徽省铜陵市人民检察院检察长。（86届政教系）
- 潘荣华：现任安徽省铜陵市委常委、宣传部部长。（94届历史系）
- 程志翔：曾任安徽省安庆市人大常委会副主任。（中文系）
- 孙浩群：曾任安徽省安庆市政协副主席。（64届艺术系）
- 刘玉杰：曾任安徽省安庆市政协副主席。（65届物理系）
- 胡万宝：曾任安徽省安庆市政协副主席。（85届数学系）
- 李令新：曾任安徽省安庆市人民检察院检察长。（87届政教系）
- 耿延强：现任安徽省安庆市委常委、市纪委书记。（90届中文系）
- 李明月：曾任安徽省安庆市委常委。（90届数学系）
- 程秋月：现任安徽省安庆市政协副主席。（84届物理系）
- 程玉梅：现任安徽省安庆市政协副主席。（91届历史系）
- 叶枝光：曾任安徽省黄山市人大常委会副主任。（64届政教系）
- 封安林：曾任安徽省黄山市人大常委会副主任。（66届政教系）
- 张家钜：曾任安徽省黄山市政协副主席。（63届外语系）
- 程永宁：曾任安徽省黄山市政协副主席。（68届中文系）
- 张俊杰：曾任安徽省黄山市政协副主席。（83届中文系）
- 吴文达：曾任安徽省黄山市政协副主席。（94届助教班）
- 戴炜：现任安徽省黄山市政府副市长。（98届经济系）
- 刘力：现任安徽省黄山市政府副市长。（98届地理系）
- 方颖：现任安徽省黄山市政协副主席。（00届酒店管理专业）
- 林业精：曾任安徽省滁州市人大常委会副主任。（67届外语系）
- 黎田：曾任安徽省滁州市人大常委会副主任。（74届中文系）
- 陈兆丰：曾任安徽省滁州市人大常委会副主任。（81届中文系）
- 张家瑞：曾任安徽省滁州市政协副主席。（62届中文系）
- 徐崇华：曾任安徽省滁州市政协副主席。（80届化学系）
- 龚健勇：现任安徽省滁州市委常委、政法委书记。（93届中文系）
- 孙永进：现任安徽省滁州市人大常委会副主任。（88届历史系）
- 王春魁：曾任安徽省阜阳市人大常委会副主任。（68届政教系）
- 李祥亮：曾任安徽省阜阳市人大常委会副主任。（87届地理系）
- 杜长平：曾任安徽省阜阳市政府副市长。（80届物理系）
- 潘祥法：曾任安徽省阜阳市政协副主席。（58届物理系）
- 曹立胜：曾任安徽省阜阳市政协副主席。（68届化学系）
- 刘家义：曾任安徽省阜阳市政协副主席。（69届政教系）
- 刁卫华：曾任安徽省阜阳市二级巡视员。（85届历史系）
- 吕国平：现任安徽省阜阳市委常委、组织部长。（89届中文系）
- 杨善竑：现任安徽省阜阳市政府副市长。（03届教育学硕士）
- 顾恒中：现任安徽省阜阳市政协副主席。（88届中文系）
- 周家富：曾任安徽省宿州市政协副主席。（63届中文系）
- 孔庆福：曾任安徽省宿州市政协副主席。（64届中文系）
- 张生：曾任安徽省宿州市政协副主席。（83届地理系）
- 邵迪：现任安徽省宿州市政协副主席。（中文系）
- 傅启国：曾任安徽省六安地区人大工委副主任。（60届历史系）
- 李世昌：曾任安徽省六安市人大常委会副主任。（68届数学系）
- 宋新国：曾任安徽省六安市政协副主席。（81届中文系）
- 戴立文：曾任安徽省六安市二级巡视员。（02届政教系）
- 胡雪松：现任安徽省六安市政府副市长。（96届中文系）
- 欧阳永红：曾任安徽省亳州市人大常委会副主任。（81届中文系）
- 马昭华：曾任安徽省亳州市人大常委会副主任。（83届化学系）
- 程修略：曾任安徽省亳州市二级巡视员。（86届中文系）
- 刘中汉：现任安徽省亳州市委常委、政法委书记。（99届中文系）
- 汤德余：现任安徽省亳芜现代产业园区管委会主任（副厅级）。（90届中文系）
- 朱燕云：曾任安徽省池州市人大常委会副主任。（07届研究生班）
- 程国清：曾任安徽省池州市人大常委会副主任。（97届中文系）
- 臧佑初：曾任安徽省池州市政协副主席。（83届政教系）
- 马胜利：现任安徽省池州市委常委、贵池区委书记。（03届研究生班）
- 储晓焱：现任安徽省池州市政府副市长。（97届地理系）
- 杨枫：曾任安徽省宣城市委副书记。（80届化学系）
- 黄虹宁：曾任安徽省宣城市委党校常务副校长（副厅级）。（83届中文系）
- 汪和睦：曾任安徽省宣城市人大常委会副主任。（61届生物科）
- 冯百研：曾任安徽省宣城市政协副主席。（64届化学系）
- 阮一君：曾任安徽省宣城市政协副主席。（77届中文系）
- 夏雪琦：曾任安徽省宣城市政协副主席。（81届物理系）
- 黄德泉：现任安徽省宣城市人大常委会副主任。（86届中文系）
- 朱邦福：曾任安徽省巢湖市人大常委会副主任。（65届政教系）
- 耿仁水：曾任安徽省巢湖市人大常委会副主任。（69届政教系）
- 沈志柱：曾任安徽省巢湖市政协副主席。（77届生物系）
- 范洛森：曾任安徽省巢湖市政协副主席。（82届中文系）
- 钟鸣：曾任安徽省巢湖市人民检察院检察长。（65届物理系）

## 教育界

### 高校领导
- 刘真：曾任台湾师范大学校长。（35届哲教系）
- 谈敏：曾任上海财经大学校长。（77届中文系）
- 王国健：曾任华南师范大学党委书记。（81届中文系）
- 丁晓东：曾任上海理工大学校长。（83届数学系）
- 张民选：曾任上海师范大学校长。（81届外语系）
- 祁明：现任上海对外经贸大学党委书记。（91届政教系）
- 汪荣明：现任上海对外经贸大学校长。（86届数学系）
- 蒋永文：曾任云南师范大学党委书记。（84届中文系）
- 胡金明：现任云南师范大学校长。（95届地理系）
- 李必友：现任中国戏曲学院党委书记。（99届历史学硕士）
- 卞成林：现任广西民族大学党委书记。（87届中文系）
- 王瑞：现任浙江音乐学院院长。（92届音乐系）
- 夏英庭：曾任安徽医科大学党委书记。（64届中文系）
- 顾家山：曾任安徽医科大学党委书记。（84届化学系）
- 魏先文：曾任安徽工业大学校长。（85届化学系）
- 马建：曾任淮北煤炭师范学院党委书记。（77届政教系）
- 毕明福：现任淮北师范大学党委书记。（91届中文系）
- 陶开传：曾任安徽机电学院党委书记。（65届政教系）
- 刘宁：曾任安徽工程大学党委书记。（82届物理系）
- 张克俭：曾任安徽中医学院党委书记。（67届数学系）
- 王先俊：曾任安徽中医药大学党委书记。（84届政教系）
- 马文革：现任安徽建筑大学党委书记。（92届政教系）
- 吴春梅：曾任合肥大学校长。（87届历史系）
- 任永：现任合肥大学校长。（98届数学系）
- 丁伯华：曾任安庆师范学院党委书记。（68届中文系）
- 汪青松：曾任安庆师范学院院长。（81届政教系）
- 闵永新：曾任安庆师范大学校长。（84届物理系）
- 彭凤莲：现任安庆师范大学校长。（90届历史系）
- 丁锦祝：曾任蚌埠医学院党委书记。（65届物理系）
- 汪元宏：曾任安徽科技学院党委书记。（91届中文系）
- 时伟：现任安徽科技学院党委书记。（94届教育系）
- 樊嘉禄：曾任安徽艺术学院院长。（85届物理系）
- 柳友荣：现任安徽艺术学院院长。（88届教育系）
- 孙邦荣：曾任阜阳师范学院党委书记。（58届历史系）
- 周建华：曾任阜阳师范学院党委书记。（84届政教系）
- 吴海涛：曾任阜阳师范学院院长。（88届历史系）
- 徐成钢：现任合肥师范学院党委书记。（87届中文系）
- 刘学忠：曾任皖西学院院长。（84届中文系）
- 王肃：曾任淮南师范学院党委书记。（81届历史系）
- 姚怀德：曾任天津城市建设学院院长。（66届数学系）
- 张莉：现任巢湖学院院长。（89届化学系）
- 汪枫：曾任黄山学院党委书记。（83届中文系）
- 邱克：曾任滁州学院院长。（81届中文系）
- 许志才：曾任滁州学院院长。（81届数学系）
- 郑朝贵：现任滁州学院院长。（88届地理系）
- 周之虎：曾任蚌埠学院院长。（82届数学系）
- 何根海：曾任池州学院党委书记。（86届历史系）
- 江大钧：曾任安徽广播电视大学校长。（56届数学系）
- 杜爱玉：现任安徽开放大学党委书记、校长。（12届法学博士）
- 杨自沿：曾任青海广播电视大学校长。（85届中文系）
- 吴敏：现任安徽信息工程学院院长。（83届物理系）
- 吴付来：曾任中国人民大学党委副书记。（85届历史系）
- 江铭：曾任华东师范大学副校长。（51级教育系）
- 李正：现任华南理工大学副校长。（89届教育系）
- 李向农：曾任华中师范大学副校长。（85届文学硕士）
- 舒慧生：曾任东华大学副校长。（84届数学系）
- 陆玉林：现任中央团校党委副书记、常务副校长。（88届中文系）
- 高文书：现任中国社会科学院大学副校长。（97届物理系）
- 傅康生：曾任南京师范大学副校长。（83届政教系）
- 冯家勋：现任广西大学副校长。（86届生物系）
- 王凯珍：曾任首都体育学院副院长。（82届体育系）
- 李彤：现任南京艺术学院副院长。（87届物理系）
- 赵应铎：曾任安徽大学党委副书记。（59届中文系）
- 熊世泉：曾任安徽大学党委副书记。（63届数学系）
- 张良震：曾任安徽大学副校长。（54届物理科）
- 杜先能：曾任安徽大学副校长。（81届数学系）
- 王源扩：曾任安徽大学副校长。（81届政教系）
- 王忠：曾任安徽大学纪委书记。（84届物理系）
- 刘群英：曾任安徽医科大学党委副书记。（85届中文系）
- 王俊：现任安徽工业大学党委副书记。（94届历史系）
- 吴春雷：现任安徽工业大学纪委书记。（94届数学系）
- 江传恕：曾任淮南矿业学院副院长。（63届数学系）
- 陈伟鸣：曾任安徽财贸学院副院长。（64届政教系）
- 徐德璋：曾任淮北煤炭师范学院副院长。（56届数学系）
- 余敏辉：曾任淮北师范大学副校长。（88届历史系）
- 高玉兰：现任淮北师范大学副校长。（90届外语系）
- 李峰：现任淮北师范大学副校长。（94届生物系）
- 娄良鸿：曾任安徽机电学院副院长。（49届银行会计科）
- 高功富：曾任安徽工程科技学院纪委书记。（62届数学系）
- 方友实：曾任安徽工程大学党委副书记。（78届化学系）
- 马健：曾任安徽工程大学副校长。（87届中文系）
- 费为银：曾任安徽工程大学副校长。（86届数学系）
- 周虹屏：现任安徽工程大学副校长。（95届化学系）
- 冯言训：曾任安徽中医学院党委副书记。（58届数学系）
- 陈昌元：曾任安徽中医学院纪委书记。（77届中文系）
- 曹玉：曾任安徽中医药大学纪委书记。（82届化学系）
- 王士明：曾任安徽建筑工业学院党委副书记。（77届数学系）
- 丁元生：曾任合肥学院党委副书记。（67届中文系）
- 郑永红：曾任合肥学院副院长。（81届数学系）
- 陈啸：曾任合肥学院副院长。（83届物理系）
- 陈秀：现任合肥大学副校长。（86届数学系）
- 张伟：曾任安庆师范学院党委副书记。（74届中文系）
- 刘和武：曾任安庆师范学院纪委书记。（58届中文系）
- 时新中：曾任安庆师范学院副院长。（76届艺术系）
- 申传胜：现任安庆师范大学副校长。（06届物理系硕士）
- 蒋晓铭：曾任蚌埠医学院党委副书记。（82届中文系）
- 王永进：曾任蚌埠医学院副院长。（60届体育科）
- 姚文兵：现任蚌埠医科大学党委副书记。（90届中文系）
- 李刚：曾任皖南医学院党委副书记。（83届地理系）
- 黄金余：曾任皖南医学院副院长。（69届生物系）
- 陈文兵：现任安徽艺术学院党委副书记。（90届历史系）
- 陈林：现任安徽艺术学院副院长。（90届美术系）
- 郑禹：曾任阜阳师范学院党委副书记。（75届数学系）
- 江传瑞：曾任阜阳师范学院党委副书记。（81届中文系）
- 胡鹤玖：曾任阜阳师范学院纪委书记。（75届物理系）
- 张岩：曾任阜阳师范学院副院长。（76届体育系）
- 季爱新：现任阜阳师范大学纪委书记。（89届政教系）
- 窦贤琨：现任阜阳师范大学副校长。（01届地理系）
- 谢阳群：曾任合肥师范学院副院长。（84届化学系）
- 华银峰：现任合肥师范学院副院长。（02届政教系）
- 周端明：现任合肥师范学院副院长。（97届政教系）
- 包诗忠：曾任皖西学院党委副书记。（81届数学系）
- 张穗萌：曾任皖西学院副院长。（82届物理系）
- 陈乃富：曾任皖西学院副院长。（02届硕士班）
- 祝淑媛：曾任淮南师范学院副院长。（82届数学系）
- 陈永红：曾任淮南师范学院副院长。（84届化学系）
- 吴承林：现任淮南师范学院纪委书记。（96届中文系）
- 孙大军：现任淮南师范学院副院长。（文学硕士）
- 杨传连：曾任巢湖学院党委副书记。（81届中文系）
- 徐柳凡：曾任巢湖学院副院长。（86届历史系）
- 朱定秀：曾任巢湖学院副院长。（86届历史系）
- 姚邦藻：曾任黄山学院党委副书记。（68届中文系）
- 汪大白：曾任黄山学院副院长。（81届中文系）
- 胡善风：曾任黄山学院副院长。（83届物理系）
- 方辉平：现任黄山学院副院长。（99届数学系）
- 童健：现任铜陵学院副院长。（86届地理系）
- 夏美武：现任铜陵学院副院长。（92届中文系）
- 疏仁华：现任铜陵学院副院长。（92届历史系）
- 张敏：现任滁州学院党委副书记。（03届文学硕士）
- 陈桂林：现任滁州学院副院长。（85届数学系）
- 项东：现任滁州学院纪委书记。（92届政教系）
- 黄忠超：曾任宿州学院党委副书记。（82届历史系）
- 杨光：曾任宿州学院党委副书记。（82届化学系）
- 燕贵忠：曾任宿州学院党委副书记。（82届数学系）
- 蔡之让：曾任宿州学院党委副书记。（85届物理系）
- 张英彦：曾任宿州学院副院长。（84届教育系）
- 李亮：曾任宿州学院副院长。（87届体育系）
- 方毅：曾任蚌埠学院副院长。（81届数学系）
- 郭有强：现任蚌埠学院副院长。（87届物理系）
- 汪海：曾任池州学院纪委书记。（85届地理系）
- 阳光宁：现任池州学院副院长。（87届历史系）
- 朱其永：现任亳州学院副院长。（95届化学系）
- 高岳仑：曾任仲恺农业工程学院党委副书记。（82届历史系）
- 张世伟：曾任江苏理工大学副校长。（60届数学系）
- 张辉：曾任国家开放大学党委副书记。（81届中文系）
- 耿焕同：现任江苏开放大学副校长。（96届计算机系）
- 李向荣：曾任安徽广播电视大学副校长。（82届中文系）
- 王道和：曾任安徽开放大学纪委书记。（85届数学系）
- 吴益和：曾任上海机械高等专科学校校长。（60届化学系）
- 陈锡宝：曾任上海城市管理职业技术学院院长。（79届历史系）
- 万安中：曾任广东司法警官职业学院院长。（87届历史系）
- 马若义：曾任罗定职业技术学院院长。（86届历史系）
- 葛清叶：曾任贵阳金筑大学党委书记。（61届数学系）
- 盛鹏：现任安徽职业技术学院院长。（94届政教系）
- 操申斌：现任安徽警官职业学院院长。（97届政教系）
- 丁自勉：曾任安徽体育运动职业技术学院党委书记。（86届中文系）
- 刘文波：现任安徽体育运动职业技术学院院长。（93届体育系）
- 程德和：曾任安徽新闻出版职业技术学院党委书记。（84届中文系）
- 岳毅平：现任安徽新闻出版职业技术学院院长。（85届中文系）
- 张云：曾任安徽艺术职业学院院长。（86届体育系）
- 程思：曾任安徽工商职业学院院长。（89届）
- 齐建平：现任安徽工商职业学院党委书记。（90届教育系）
- 余桂东：现任合肥幼儿师范高等专科学校校长。（06届理学硕士）
- 章顺来：曾任安徽商贸职业技术学院党委书记。（84届政教系）
- 李忠：曾任安徽商贸职业技术学院院长。（85届中文系）
- 杨科安：曾任芜湖职业技术学院院长。（68届物理系）
- 许德寿：现任淮南联合大学党委书记。（92届教育系）
- 桑三华：曾任蚌埠高等专科学校校长。（66届数学系）
- 陶永德：曾任三江学院院长。（52届数学系）
- 陈正：曾任安徽商业高等专科学校校长。（63届政教系）
- 郑新民：曾任安徽冶金科技职业学院院长。（77届政教系）
- 孙良：曾任马鞍山师范高等专科学校校长。（84届政教系）
- 汪昌斌：现任马鞍山职业技术学院党委书记。（92届生物系）
- 凌涛：现任铜陵职业技术学院院长。（95届政教系）
- 毕明生：现任安庆职业技术学院院长。（87届政教系）
- 沈波：曾任桐城师范高等专科学校校长。（84届历史系）
- 王子龙：现任桐城师范高等专科学校党委书记。（90届中文系）
- 许雪峰：现任滁州职业技术学院院长。（88届生物系）
- 朱熊：曾任宿州师范专科学校校长。（54届化学系）
- 章金荣：曾任六安师范专科学校校长。（65届中文系）
- 葛向东：曾任六安职业技术学院院长。（85届地理系）
- 夏跃武：现任皖西卫生职业学院院长。（85届化学系）
- 王正明：曾任亳州师范高等专科学校校长。（82届政教系）
- 许信旺：曾任池州职业技术学院院长。（87届地理系）
- 庞波：现任宣城职业技术学院院长。（09届教育学硕士）
- 姚多忠：曾任安徽工贸职业技术学院院长。（74届中文系）
- 陈邦考：现任合肥滨湖职业技术学院院长。（79届数学系）
- 王锡耀：曾任浙江育英职业技术学院院长。（88届政教系）
- 刘根正：曾任广州松田职业学院院长。（86届教育系）

### 基础教育界
- 吴照：现任上海市格致中学校长。国家教学名师。（92届地理系）
- 汪明：曾任常州市第二中学党委书记。国家教学名师。（95届物理系）
- 方小培：曾任合肥市第一中学副校长。国家教学名师。（85届地理系）
- 李有毅：曾任北京市第十二中学联合总校校长。全国政协委员。（81届数学系）
- 徐国敏：曾任黑龙江省木兰县高级中学副校长。全国人大代表。（53届化学系）
- 惠凤莲：现任安徽省泗县第三中学副校长。全国人大代表。（99届中文系）
- 陆永安：曾任安徽省六安市城北小学校长。全国人大代表。（65届中文系）
- 杨明生：曾任安徽省霍邱县第一中学校长。全国教书育人楷模。（84届化学系）
- 朱焱：现任南京师范大学附属中学校长。国务院津贴专家。（98届物理系）

## 企业界

### 国企领导
- 李祝用：现任中国人寿集团总裁。（94届政教系）
- 宋宁：曾任中国通用技术集团副总经理。（77届政教系）
- 高杲：现任中国矿产资源集团党组副书记。（90届地理系）
- 韩可胜：曾任中国人保集团总裁助理。（85届中文系）
- 陈中：曾任中国振华电子集团董事长。全国人大代表。（78届外语系）
- 杜昌焘：曾任中国乐凯集团总经理。（66届化学系）
- 叶海生：现任国民养老保险董事长。（90届数学系）
- 杨旭辉：现任北京化工集团总经理。（93届地理系）
- 芮宏：现任浙江出版联合集团总经理。（01届中文系）
- 张健：曾任广东广电网络董事长。（81届中文系）
- 杨林：现任皖北煤电集团董事长。（91届生物系）
- 章宏韬：现任华安证券董事长。（89届中文系）
- 王庆武：现任安徽省引江济淮集团董事长。（92届政教系）
- 潘友华：现任安徽国金公司董事长。（90届中文系）
- 汤大举：曾任安徽省能源集团总经理。（84届政教系）
- 张克文：现任安徽新华发行集团总经理。（90届政教系）
- 范阳：曾任安徽国贸集团董事长。（85届外语系）
- 陈建中：现任中国银行个人金融部总经理。（90届中文系）
- 方华平：曾任中国建设银行安徽省分行行长。（85届政教系）
- 陈志刚：曾任中粮集团质量安全管理部总监。（86届化学系）
- 何建英：曾任中石化碳科公司董事长。（84届化学系）
- 谭克非：现任中国石化法律部副主任。（88届外语系）
- 陈汝灼：曾任扬子石化副总经理。（66届物理系）
- 杨庆兵：现任新华网副总裁。（89届中文系）
- 桂泽发：现任交通银行董办副主任。（91届政史系）
- 朱其龙：曾任江苏银行监事长。（89届中文系）
- 姚凯：曾任证通股份党委副书记。（84届地理系）
- 李结祥：曾任江苏苏豪控股集团副总裁。（85届数学系）
- 葛津：曾任中国城市建设控股集团副总裁。（84届中文系）
- 徐劲鑫：曾任北京祥龙公司副总经理。（88届外语系）
- 程钢：现任安徽省担保集团党委副书记。（93届地理系）
- 王东生：曾任江汽集团党委副书记。（84届中文系）
- 单永英：曾任江汽集团党委副书记。（85届政教系）
- 周农杰：曾任华安证券党委副书记。（81届中文系）
- 何世华：曾任安徽演艺集团党委副书记。（84届中文系）
- 袁超：曾任安徽出版集团党委副书记。（85届中文系）
- 何祖敏：曾任广东省出版集团副总经理。（86届历史系）
- 陈定贵：现任长春公交集团总经理。（92届地理系）
- 汪平华：曾任华融置业董事长。（93届历史系）
- 张松林：曾任中国广核能源国际控股公司党委书记。（85届中文系）
- 祖传夫：现任浙江融达企业管理公司董事长。（89届外语系）
- 余根基：曾任黄山永佳集团董事长。全国人大代表。（64届地理系）
- 潘金根：曾任黄山金马集团董事长。全国人大代表。（66届物理系）
- 胡文军：现任中国宣纸股份董事长。中共十九大代表。（87届中文系）
- 张凤腾：曾任铜陵化学工业集团董事长。（67届化学系）
- 宁中伟：曾任金种子酒董事长。（87届中文系）

### 民营企业家
- 张维：现任基石资本董事长。胡润百富榜上榜企业家。（90届中文系）
- 张送根：现任天智航董事长。胡润百富榜上榜企业家。（90届物理系）
- 王大明：现任宝文置业董事长。福布斯中国慈善榜上榜企业家。（83届中文系）
- 李强：现任安源医药董事长。千人计划创业人才。（93届生物系）
- 陈礼勤：现任加拿大TLC公司董事长。（84届化学系）
- 陈静：现任朗科智能董事长。（中文系）
- 雷忠平：现任科蓝特股份董事长。（93届地理系）
- 程岗：现任悠派科技董事长。（92届外语系）
- 吴长庚：现任美亚高新董事长。（85届历史系）
- 王正前：现任安达创展董事长。（85届物理系）
- 江茜：现任江淮电机董事长。（04届外语系）
- 王一涵：现任君顶酒庄董事长。（98届美术系）
- 汪晓东：曾任新诺精工董事长。（97届外语系）
- 何家伦：现任国胜大药房董事长。（中文系）
- 洪术年：现任泰洁洗衣董事长。（83届化学系）
- 程度胜：现任北京四环生物董事长。（86届生物系）
- 阁明俊：现任大家网董事长。（94届物理系）
- 吴经胜：曾任比亚迪股份高级副总裁。（88届中文系）
- 王妩蓉：曾任腾讯公司副总裁。（89届外语系）
- 郑叶来：曾任华为公司副总裁。（96届计算机系）
- 章敬平：曾任华闻传媒总裁。（98届新闻系）
- 李向鸿：曾任麦盛资本董事会主席。（89届历史系）
- 王宁：曾任国盛投资董事会主席。（01届酒店管理学士）
- 徐道坤：现任迪威普董事长。（84届物理系）
- 卜杰林：现任恒道国际董事长。（02届经济系）
- 刘胜军：现任城市云总裁。（96届计算机系）
- 赵静茹：现任小马科技总经理。（08届音乐系）

## 新闻出版界
- 陈明星：曾任新华社江苏分社社长。（64届政教系）
- 汪金福：现任新华社亚太总分社社长。（88届政教系）
- 车玉明：现任新华网总编辑。（90届外语系）
- 季晓磊：曾任证券时报社社长。（85届中文系）
- 李瑞农：曾任中国环境报社社长。（87届中文系）
- 张苏洲：曾任安徽广播电视台台长。（81届政教系）
- 聂庆义：曾任安徽广播电视台台长。（83届中文系）
- 周贤安：曾任青海广播电视台台长。（85届中文系）
- 刘春：曾任凤凰卫视执行台长。全国政协委员。（87届中文系）
- 王启明：曾任人民日报社安徽记者站站长（副厅级）。（67届中文系）
- 吴冰：曾任人民日报社广东分社副社长。（84届中文系）
- 杨玉华：现任新华社安徽分社常务副总编。（00届新闻系）
- 张紫赟：现任新华社安徽分社副总编辑。（09届教育系）
- 邵德奇：现任科技日报社技术研发部主任。（87届物理系）
- 虞晓刚：现任北京日报社副总编辑。（88届中文系）
- 王大德：曾任安徽日报社副总编辑。（64届中文系）
- 王云松：曾任安徽广播电视台副台长。（84届政教系）
- 章炜：现任安徽广播电视台副台长。（95届中文系）
- 吴征：曾任凤凰网总编辑。（95届中文系）
- 胥午梅：曾任中央电视台新闻频道主持人。（84届艺术系）
- 朱晓琳：现任中央电视台体育频道主持人。（00届中文系）
- 蒋昌建：现任江苏卫视《最强大脑》主持人。（88届政教系）
- 尹华正：现任湖北广播电视台新闻中心主持人。（09届英语系）
- 李文文：现任北京广播电视台青年频道主持人。（03届音乐系）
- 许雨燕：现任深圳广电集团都市频道主持人。（文学硕士）
- 张颖：现任中央电视台《今日说法》副制片人。（98届中文系）
- 庄晓莹：现任中央电视台国防军事频道记者。（17届中文系）
- 温沁：现任安徽日报记者。中国新闻奖一等奖获得者。（13届新闻系）
- 黄书元：曾任人民出版社社长。全国政协委员。（82届中文系）
- 余茂玉：现任人民法院出版社总编辑。（02届法律系）
- 李双伍：现任当代世界出版社社长。（97届历史系）
- 刘桂霞：曾任安徽电子音像出版社社长。中国出版政府奖获得者。（84届外语系）
- 何军民：曾任安徽人民出版社总编辑。中国出版政府奖获得者。（02届文学硕士）
- 汤吟菲：现任黄山书社总编辑。中国出版政府奖获得者。（94届中文系）

## 文艺界
- 周啸天：曾任四川大学教授。鲁迅文学奖获得者。（81届文学硕士）
- 洪治纲：现任杭州师范大学人文学院院长。鲁迅文学奖获得者。（88届中文系）
- 江弱水：现任浙江大学教授。华语文学传媒大奖获得者。（83届中文系）
- 钱念孙：曾任安徽省文联副主席。全国人大代表。（79届中文系）
- 许春樵：现任安徽省文联副主席。百花文学奖获得者。（83届中文系）
- 李肇正：小说家。百花文学奖获得者。（83届中文系）
- 盘龙：现任安徽省文联副主席。中国音乐金钟奖获得者。（82届艺术系）
- 邹跃飞：曾任浙江省文联副主席。中国音乐金钟奖获得者。（86届艺术系）
- 王维平：曾任浙江音乐学院声歌系主任。中国音乐金钟奖获得者。（89届音乐系）
- 许向群：曾任解放军出版社副总编辑。中国文联文艺评论奖获得者。（91届美术系硕士）
- 萧瀚：旅德画家。胡润百富艺术榜上榜艺术家。（68届艺术系）
- 刘继潮：曾任安徽大学艺术学院院长。中国美术奖获得者。（67届艺术系）
- 许建康：曾任南京信息工程大学艺术学院院长。中国美术金彩奖获得者。（85届艺术系）
- 张松：曾任安徽省文联副主席。（77届研究生班）
- 章飚：曾任安徽省文联副主席。（67届艺术系）
- 毛万宝：书法家。中国书法兰亭奖获得者。（84届中文系）
- 袁洪滨：中国工艺美术大师。中国民间文艺山花奖获得者。（87届艺术系）
- 胡连翠：黄梅戏导演。中国电视金鹰奖获得者。（55届艺术科）
- 王冠亚：黄梅戏编剧。中国电视金鹰奖获得者。（50届数学系）
- 吕卉：现任安徽广播电视台编剧。全国人大代表。（93届中文系）
- 唐琳：现任中央电视台财经频道制片人。（89届中文系）
- 郑立新：曾任安徽五星东方影视董事长。全国十佳电视剧制片人。（88届艺术系）
- 吕红：电视剧编剧。（78届中文系）
- 陶典：配音演员。（14届播音系）

## 体育界
- 王春雨：2020年东京奥运会女子800米第五名，2018年雅加达亚运会女子800米冠军。（21届体育硕士）
- 赖晓晓：2015年世界武术锦标赛女子枪术冠军，2022年世界运动会女子长拳冠军。（22届体育硕士）
- 谭强：2021年苏迪曼杯混合团体冠军。（22届体育系）
- 刘毅：2025年苏迪曼杯混合团体冠军。（24届体育系）
- 左佩佩：2013年世界武搏运动会女子散手52公斤级冠军。（13届行政管理系）
- 蔡维燕：1998年曼谷亚运会女子撑竿跳高冠军。（98届体育系）
- 张军勇：2010年广州亚运会男子散手65公斤级冠军。（11届行政管理系）
- 李瑶：2010年广州亚运会女子手球团体冠军。（15届体育系）
- 杜机娟：2010年亚洲沙滩运动会沙滩手球女子团体冠军。（15届体育系）
- 杨雨柔：2018年雅加达亚运会女子手球团体亚军。（19届体育系）
- 李晓晴：2018年雅加达亚运会女子手球团体亚军。（20级体育系）
- 周梦雪：2022年杭州亚运会女子手球团体季军。（20级体育系）
- 董天尧：2021年成都大运会羽毛球比赛混合团体亚军。（22级体育系）
- 班晨晨：2013年辽宁全运会女子手球团体冠军。（14届体育系）
- 杨柳：2016年亚洲健身健美锦标赛女子形体冠军。（13届体育系）

## 未分类
- 伍凡：民运人士。（65届物理系）
- 吴祚来：旅美学者。政右经左版百位华人公共知识分子。（84届历史系）
- 范亚峰：维权律师。（92届教育系）
- 管必红：美籍华人。现任世界华人华侨精英联合会会长。（73届外语系）